# Syntermes dirus
Espèce
Synonymes
- Termes fatale Perty, 1830[2]
- Termes flavicolle Perty, 1830[2]
- Termes dirus Burmeister, 1839[2]
- Termes obscurum Blanchard, 1840[2]
- Termes costatus Rambur, 1842[2]
- Termes dirus Rambur, 1842[2]
- Termes dirus Hagen, 1858[2]
- Termes spinosus Wasmann, 1897[2]
- Termes spinosus Desneux, 1904[2]
- Syntermes dirus Holmgren, 1911[2]
- Syntermes dirus Snyder, 1924[2]
- Syntermes hageni Snyder, 1924[2]
- Termes spinosus Handlirsch, 1930[2]

Syntermes dirus est une espèce de termites de la famille des Termitidae et du genre Syntermes, dont elle est l'espèce-type. Néotropicale, S. dirus est réputée pour avoir constitué un ensemble de termitières  régulièrement agencées sur plus de 230 000 km² durant plus de 4000 ans dans les forêts semi-arides du Nordeste, au Brésil.

## Description
L'imago mesure en moyenne 40mm de long, ailes comprises. Il porte une tête jaune brunâtre ; le clypeus, le labrum et le pronotum étant légèrement plus clairs. Ce dernier est parfois coloré de tâches brunâtres. Les ailes sont brunes. La tête est ornée de quelques soies dispersées; le pronotum en porte également sur les marges antérieure et postérieure ; les écailles des ailes portent des poils mi-longs. La fontanelle (simple trou situé sur le front qui exsude des sécrétions défensives) est plus grande que les ocelles, rondes et blanches. Les yeux sont relativement petits et proéminents. Les ocelles sont de taille moyenne, à mi-chemin entre les yeux et la fontanelle. Les antennes comportent 20 articles, le troisième aussi long ou plus long que le second, le deuxième plus long que le quatrième. Le pronotum est plus large que la tête, un peu en forme de selle avec une face avant verticale et au milieu, recouverte de soies courtes. 
La distinction des imagos par rapport aux autres espèces du genre Syntermes se base sur le ratio longueur/largeur du pronotum qui est supérieur à 0,5 ainsi que sur la longueur de la fontanelle qui mesure de 0,3 à 0,5 mm. Les imagos S. dirus ne sont pas différentiables de l'espèce proche Syntermes cearensis.
Le soldat, quant à lui, mesure 15,5 mm de long et porte une large tête et un pronotum assez abondamment couverts de soies. La tête, longue de 8.32 mm (mandibules comprises), à des côtés assez droits, convergeant un peu vers l'avant et le tube frontal est surélevé au-dessus du reste de la tête, des parties antérieure et postérieure ; les antennes comportent 20 articles. La mandibule gauche est munie d'une dent marginale proéminente un peu plus large que le tranchant apical. La mandibule droite, quant à elle, est munie d'une dent marginale proéminente relativement petite, d'environ 0,15 à 0,18 mm. La bordure antérieure du pronotum est émarginée ou courbe et ses épines latérales sont de longueur moyenne.
La distinction des soldats se base sur les mandibules qui sont moyennement incurvées, ainsi que la présence éparpillée de poils longs, fins et bouclés sur le dessus de la tête et les flancs de celle-ci presque parallèles. Par rapport à S. cearensis, les soldats de S. dirus, ont une largeur de tête supérieure à 5,2 mm (inférieure chez S. cearensis) ; un tube frontal proéminent (petit chez S. cearensis); et une longueur de tibia postérieur de 5.1-6.3mm (4.6-5.1mm chez S. cearensis).

## Éthologie
Syntermes dirus construit des termitières à faible dôme dont la hauteur augmente avec le temps et dont la partie active se trouve sous le niveau du sol (souvent à une profondeur de 1,5 m). Ces termitières ne sont pas des nids, mais des monticules de terre générés par l'excavation de vastes réseaux de galeries par l'intermédiaire d'un tunnel central d'un diamètre d'environ 10 cm. Les galeries sont grandes et diffuses, contiennent souvent des dépôts de végétaux et sont bordées de sol régurgité dans lequel les pelotes fécales sont clairement visibles. À ce jour, aucune chambre royale n'a été localisée dans ou en dessous d'un monticule, malgré des recherches approfondies,.
Cette espèce récolte et se nourrit de végétaux. Au crépuscule et durant la nuit, des petits groupes, composés de 10 à 50 ouvriers et de soldats, quittent les galeries souterraines par de petits tunnels de 8mm de diamètre. Leur sortie est bouchée de plusieurs millimètres de terre pendant les périodes d'inactivité, ce qui exclut leur utilisation en tant que système de ventilation. Ces trous d'alimentation peuvent se trouver sur le monticule de la termitière ou à une distance maximale de 20 mètres de celui-ci. Une fois émergé, le groupe de récolte se disperse sur plusieurs centimètres et coupe l'herbe ou les feuilles des arbres tombées au sol. Certains ouvriers coupent de longs morceaux d'herbe qui tombent alors au sol ; ils sont ensuite pris en charge par d'autres ouvriers qui les découpent en petits morceaux et les rapportent au nid. Aucune consommation in situ n'a été observée,.

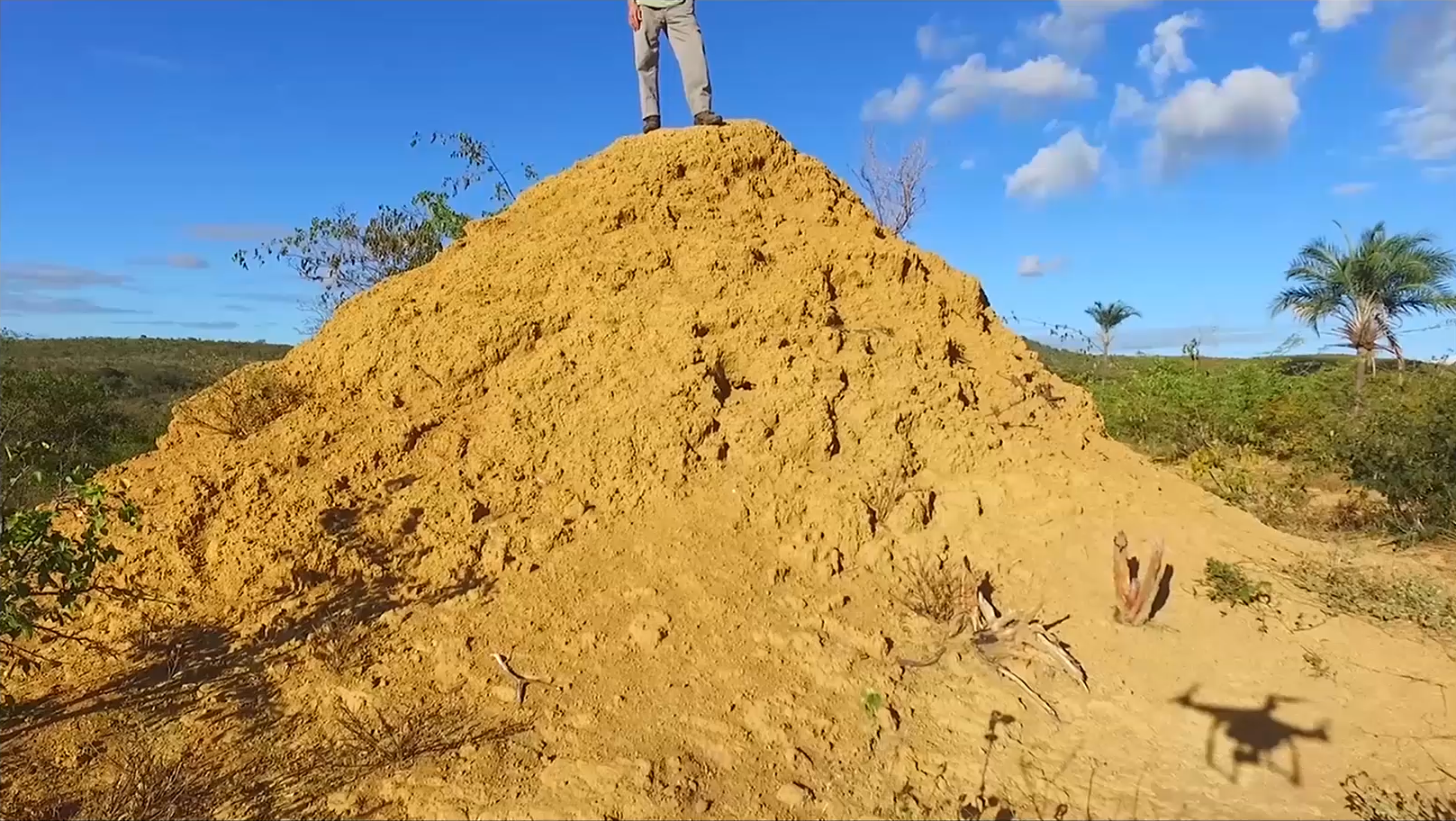
Termitière de Syntermes dirus, tout d'abord à faible dôme, elle peut avec le temps s'agrandir pour former des dômes de 2,5 m à 4 m de haut.
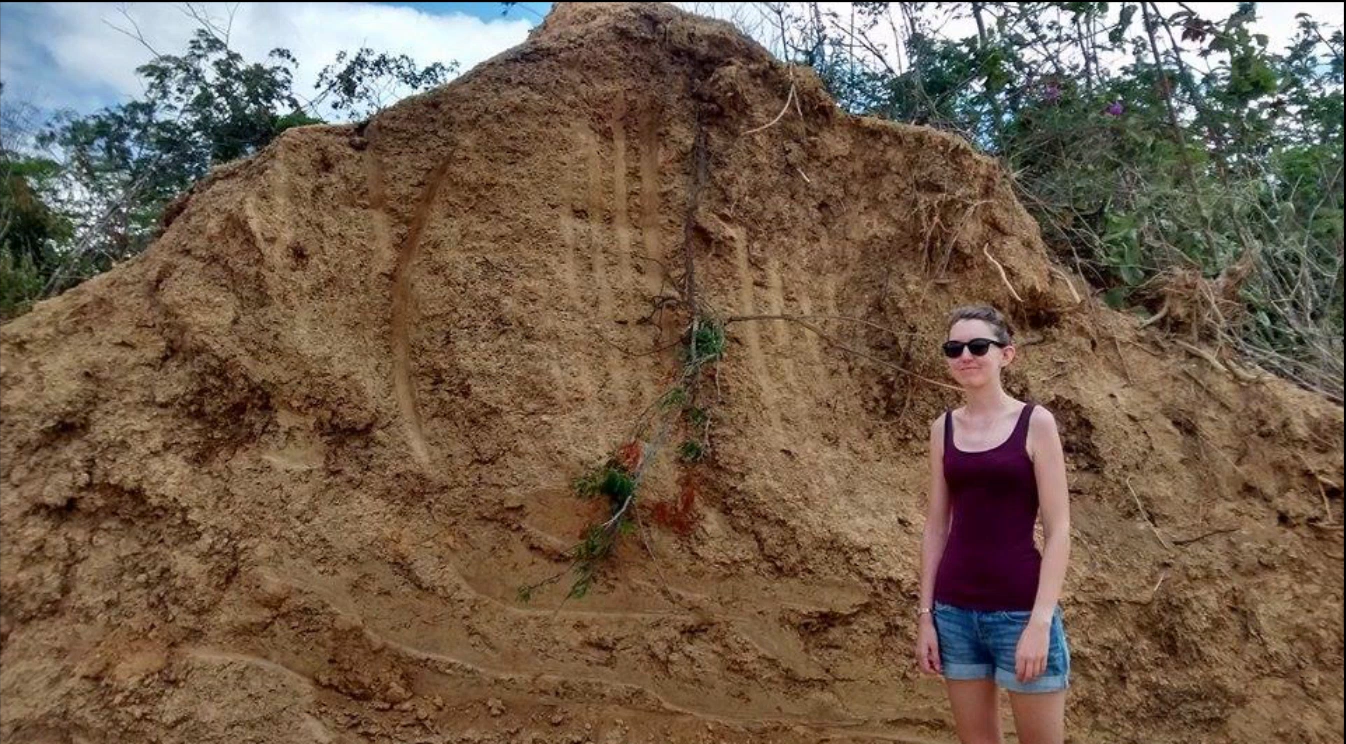
Les termitières ne sont constituées que d'un amas de terre et ont pour seule structure interne, un conduit central vertical qui mène au réseau souterrain.
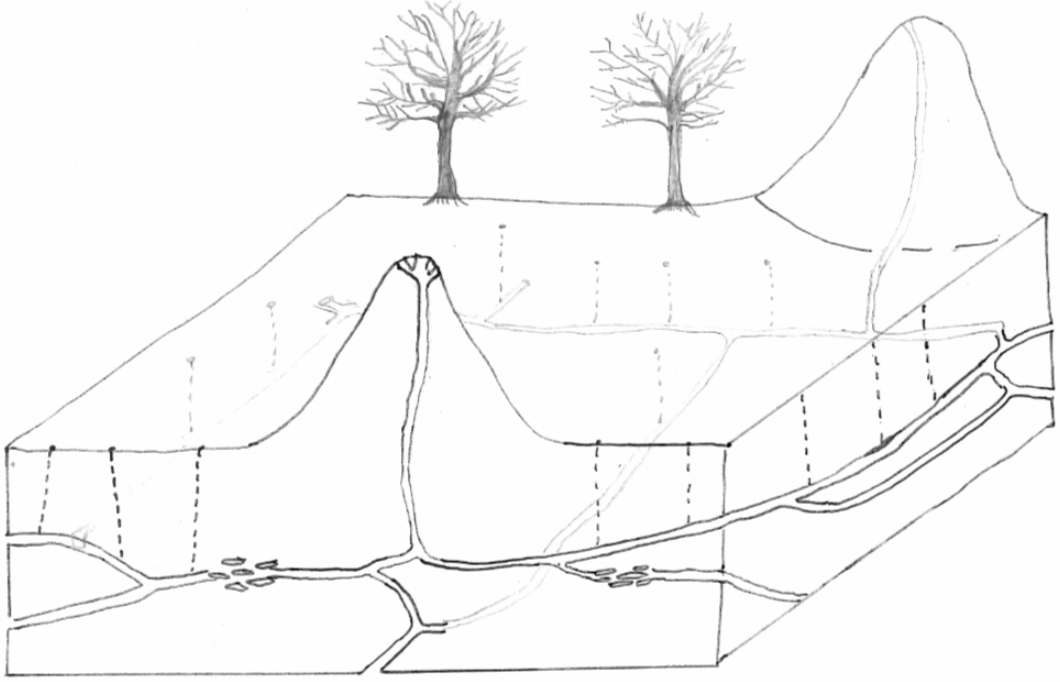
Schéma montrant la structure interne du réseau de termitières.
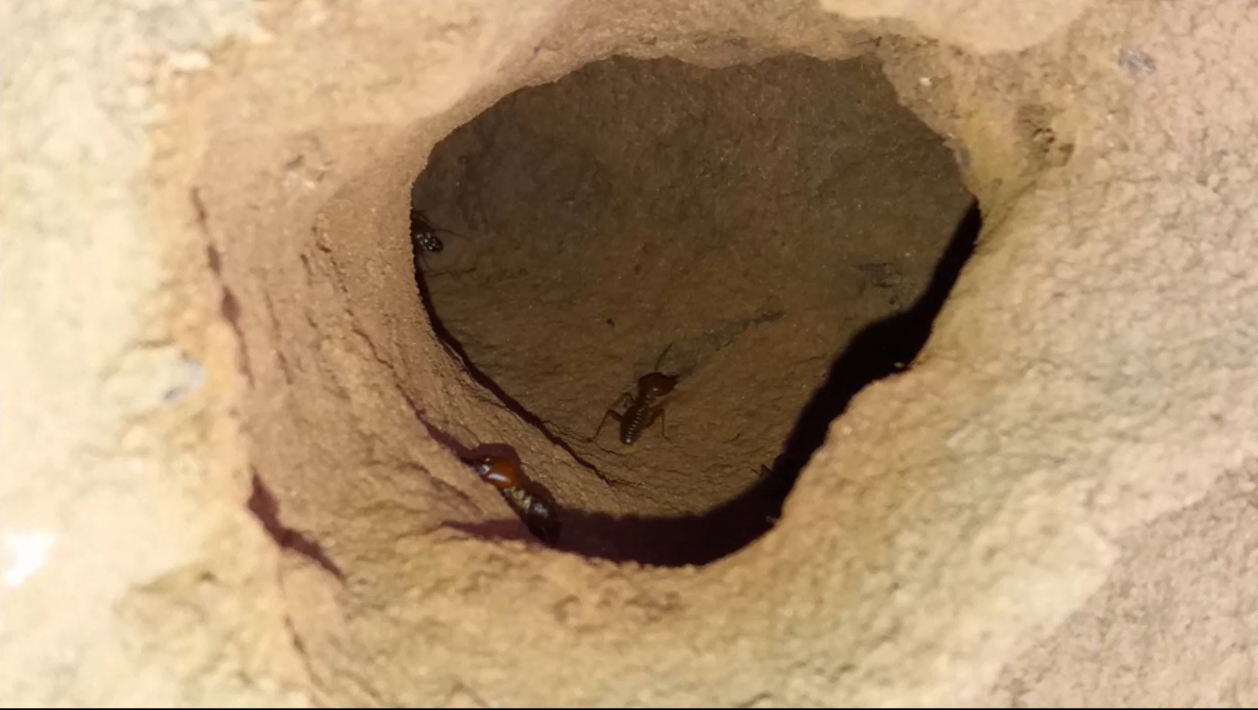
Tunnel du réseau souterrain.

### Les supercolonies de la caatinga
Dans la caatinga, une région relativement peu perturbée et climatiquement stable du nord-est du Brésil, se trouve un ensemble de termitières interconnectées de Syntermes dirus, composé de plusieurs millions de monticules. Cet ensemble persiste depuis 4000 ans et couvre environ 230 000 km² de forêts tropicales sèches (soit à peu près la taille de la Grande-Bretagne). Les sols de la caatinga, oligotrophes, argileux et acides, supportent peu d'activité agricole, de sorte que la zone est restée en grande partie non perturbée par l'intervention humaine. Chaque monticule, de 2,5 m à 4 m de haut et d'environ 9 m de diamètre, est composé d'environ 50 m³ de terre. L'ensemble des 200 millions de monticules correspond à environ 10 km³ de terre, ce qui en fait le plus grand exemple connu d'ingénierie écosystémique mis en place par une seule espèce d'insecte. Ce réseau complexe de tunnels interconnectés forme plusieurs supercolonies, c'est-à-dire plusieurs ensembles de termitières ne présentant pas d'agressivité en leur sein. Ce réseau est construit afin d'accéder à la chute de feuilles épisodique et permet d'optimiser l'élimination des déchets du sol, qui, au cours de milliers d'années, a formé un agencement spatial régulier de monticules. Ces derniers sont dénommés localement murundus.

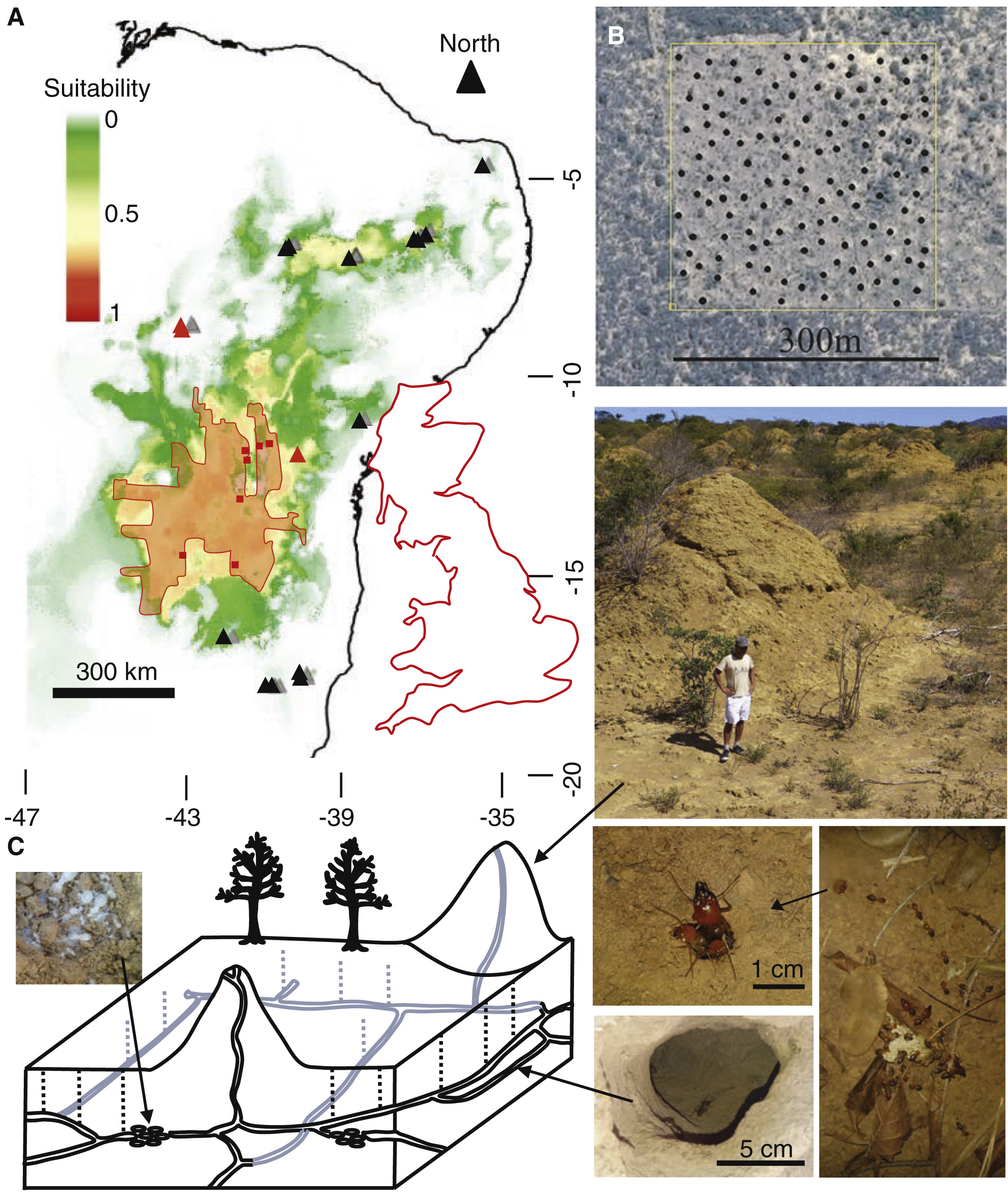
Distribution des monticules de dépôts de déchets des termites Syntermes dirus dans le nord-est du Brésil et leurs réseaux de tunnels associés.
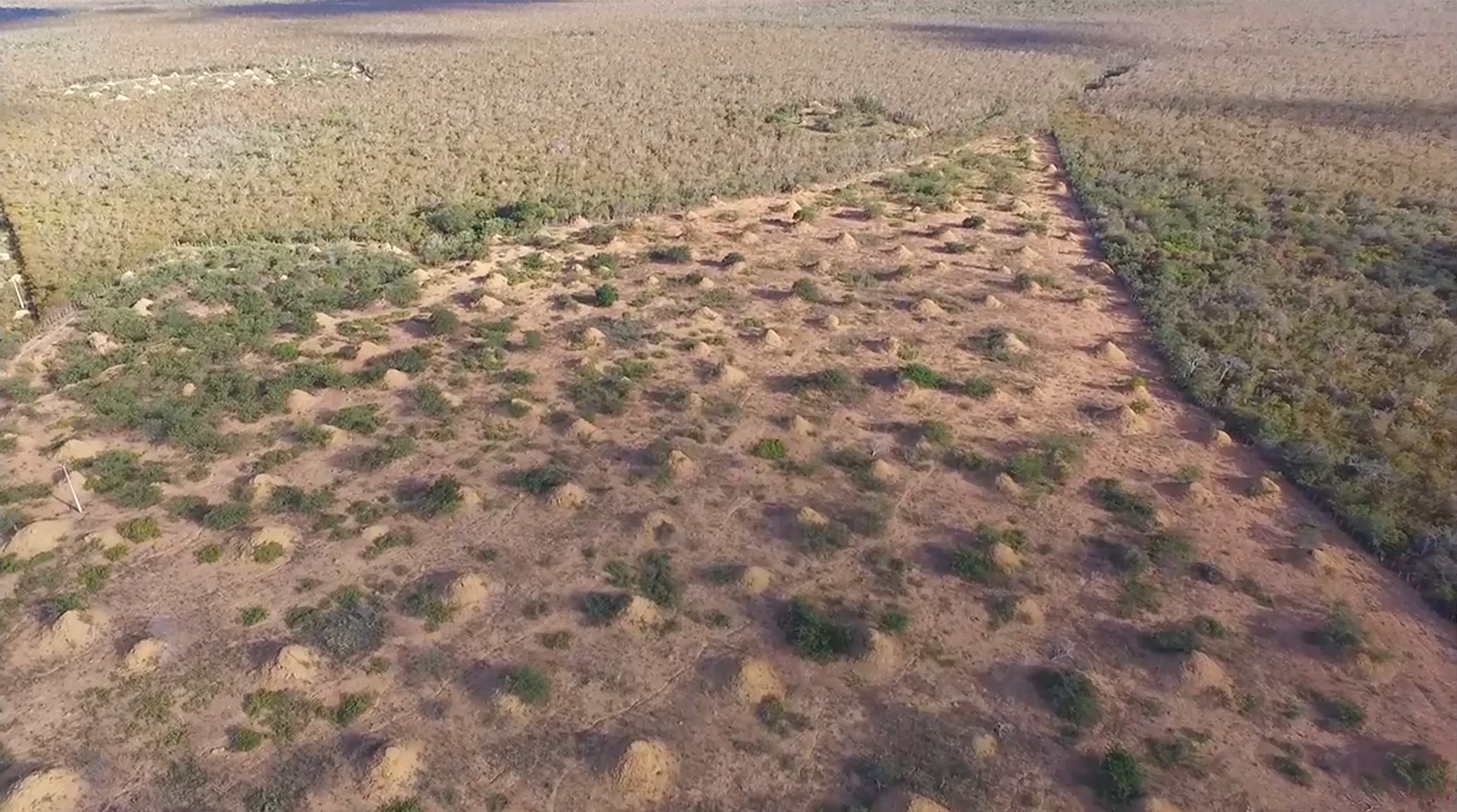
Monticules de terre des supercolonies de la Caatinga, bien visibles après déforestation. L'ensemble de la forêt en est ainsi recouvert.
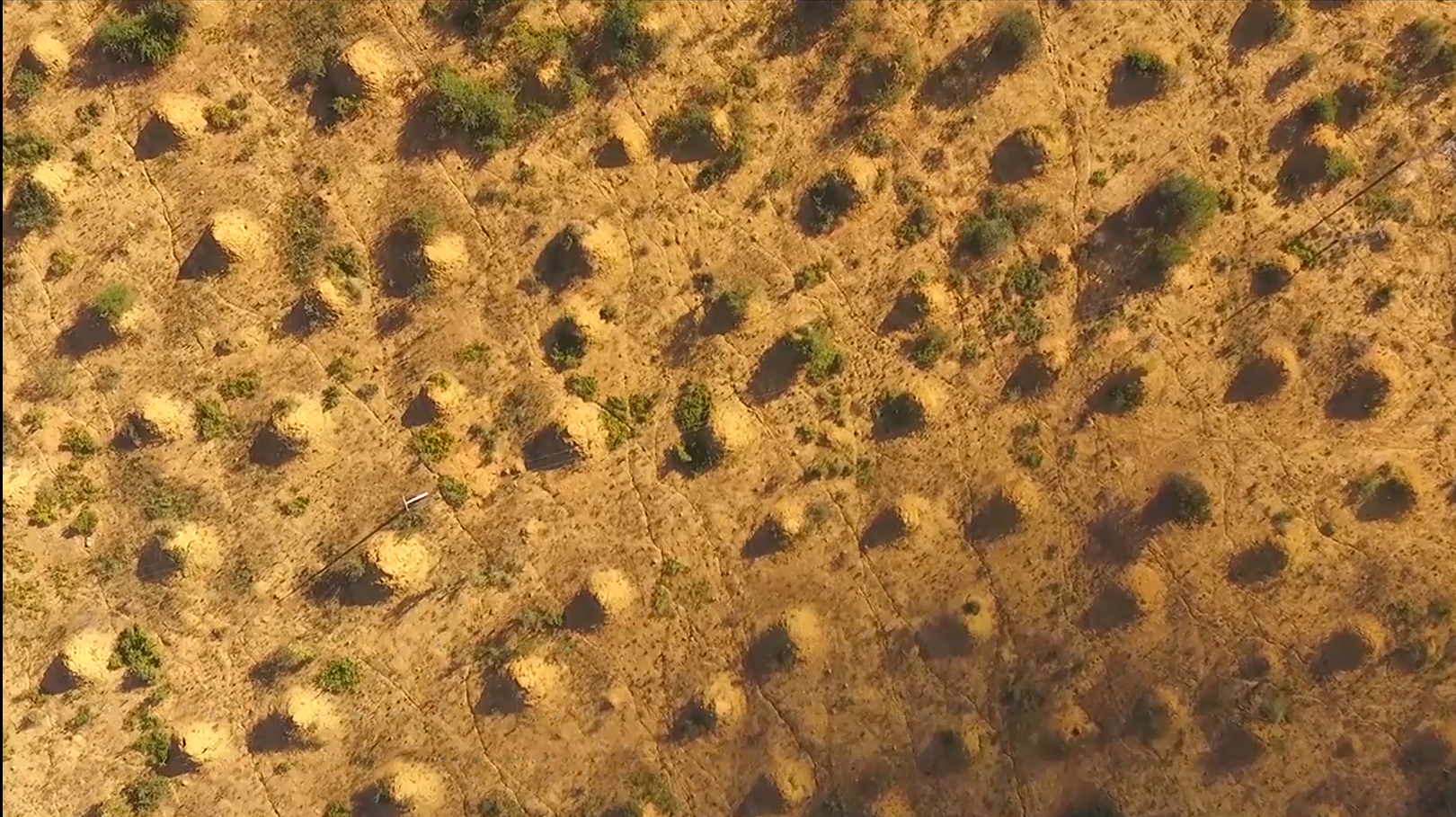
Agencement régulier des monticules

## Écologie et distribution
Syntermes dirus est plus abondante dans les types de végétation ouverts des déserts et brousses xériques de l'écozone néotropicale tels que la caatinga. Plus précisément, cette espèce est présente de l'Amazonie orientale jusqu'à la forêt atlantique brésilienne de Bahia à Rio de Janeiro dont les zones forestières situées le long des fleuves Tocantins et Araguaia,  l'île de Marajó, Manaus et le Surinam,
L'espèce proche Syntermes cearensis est, quant à elle, restreinte à une zone relativement petite du nord-est du Brésil, à savoir, les forêts du Ceará et de l'ouest du Rio Grande do Norte